# Tom Rutherford
Tom Rutherford (nacido en 1996 o 1997) es un ejecutivo de comunicaciones y político de Nueva Zelanda, que representa al Partido Nacional de Nueva Zelanda como miembro del Parlamento desde las elecciones generales de Nueva Zelanda de 2023.

## Primeros años de vida
Rutherford nació en 1996 o 1997, y se crio en Bay of Plenty. La madre de Rutherford, Sharon Nightingale, es la directora de eventos del Partido Nacional en Bay of Plenty. Antes de ingresar a la política, Rutherford era ejecutiva de comunicaciones y había trabajado para la alcaldesa y excandidata del Partido Nacional, Tania Tapsell, en Rotorua Lakes Council. Rutherford también es árbitro de Hockey Nueva Zelanda y ha arbitrado en 14 torneos a nivel nacional desde 2017. Rutherford también es bombero voluntario, árbitro de rugby y capitán del Greerton Cricket Club.

## Carrera política
Rutherford fue preseleccionado para la candidatura del Partido Nacional en las elecciones parciales de Tauranga de 2022, celebradas tras la dimisión de Simon Bridges, pero perdió ante Sam Uffindell.
Rutherford fue seleccionado por el Partido Nacional para disputar el electorado Bay of Plenty en las 2023 election . Ocupaba el puesto 70 en la lista del partido. Rutherford fue el candidato más joven del Partido Nacional en 2023, pero dijo que fue asesorado por Tony Ryall, quien también tenía 26 años cuando fue elegido para representar a Bay of Plenty. La noche de las elecciones, Rutherford recibió 23.303 votos, superando cómodamente al Pare Taikato del Partido Laborista con 7.898.

## Puntos de vista políticos
Rutherford ha dicho que los mayores problemas que debe abordar el gobierno son «el costo de vida, el transporte y la delincuencia». Está interesado en conseguir un centro médico abierto las 24 horas para Pāpāmoa y reducir la congestión en Bay of Plenty. Rutherford también dice que se deberían dar más poderes a la policía. Rutherford también dijo que está interesado en que la democracia regrese al Ayuntamiento de Tauranga (el consejo ha estado dirigido por cuatro comisionados desde principios de 2021) y que trabajaría con el diputado de Tauranga, Sam Uffindell, para garantizar que eso suceda.